# Комунальник (Слонім)
Футбольний клуб «Комунальник» Слонім (біл. Футбольны клуб «Камунальнік» Слонім) — колишній білоруський футбольний клуб зі Слоніма, що існував у 1969—2013. У 1997—2000 роках виступав у Вищій лізі. Домашні матчі приймав на стадіоні «Юність», місткістю 2 220 глядачів.

## Історія
Заснований у 1969 році як «Торпедо». Виступав у місцевих чемпіонатах. У 1992 році дебютував у Третій лізі, після чого тривалий час виступав у Другому дивізіоні. Три сезони поспіль виступав у Вищій лізі.
По сезону 2010 року клуб понизився до Другої ліги. Тоді ж у Сломіні з'явився новий клуб — «Белтрансгаз». Два роки слонімські клуби співіснували у Другій лізі, але «Белтрансгаз», який мав краще фінансове становище, у 2012 році вийшов до Першої ліги, а «Комунальник» залишився у середині таблиці Другої ліги.
У січні 2013 року було прийнято рішення про об'єднання двох слонімських клубів. Новий клуб отримав місце у Першій лізі. Гравці та тренерський склад нового клубу здебільшого переїхали з «Белтрансгазу», але клуб був заснований не «Белтрансгазом», а Слонімським райвиконкомом.

## Назви
- 1969—1971: «Тарпеда»;
- 1971—1987: «Комунальник»;
- 1987—1989: «Старт»;
- 1989—1993: «Альбертін»;
- 1993—1995: КПФ;
- 1996—2012: «Альбертін».

## Найвищі досягнення
- Перша ліга
  - Переможець: 1999
- Вища ліга
  - 11-те місце: 1997.